# 劉棟平
劉棟平（Lau Tung Ping，1960年8月11日—），綽號沙皮，前香港足球代表隊守門員。出身於愉園青年軍，效力過東方、精工、花花、海峰、愉園等多支香港甲組足球聯賽球隊，退役後曾擔任香港有線電視足球評述員。

## 球員生涯
劉棟平曾就讀灣仔利瑪竇書院。中學畢業後，加入香港甲組足球聯賽球隊愉園青年軍，其後於東方開始擔任甲組後備，1983年轉投精工, 但僅為該隊第三門將, 上陣機會甚少。
於1985年，劉棟平獲教練張子岱邀請改投首次升上香港甲組足球聯賽角逐的花花，成為球隊的首席門將，同年12月首次入選香港足球代表隊出戰省港盃, 一季後轉投海峰，1987年初離隊，重返母會愉園。
在愉園效力期間，是劉棟平足球事業的高峰，不但迅速成為球隊主力門將，更經常入選香港足球代表隊，曾參加亞洲杯、世界盃及奧運會之外圍賽。即使在外援門將充斥的年代，仍能於1990-91年度香港足球明星選舉入選。
1992年夏天，年屆三十歲的劉棟平，加盟重返香港甲組足球聯賽角逐的老牌球會傑志，惟由於受到膝傷影響，加上新晉門將鍾皓賢冒起，全季只曾上陣過一場比賽。翌季劉棟平轉投南華擔任第三號門將，全季未曾在甲組賽事上陣。
1994年夏天，劉棟平重返傑志，傑志全季18場聯賽，成績只得1勝3和14負僅得6分，在10支球隊排名包尾降班。劉棟平遂於1995年夏天轉投「升班馬」民信，擔任助教兼球員，球季結束後因膝傷掛靴。

## 國際賽
劉棟平於1986年首次入選香港足球代表隊，曾參加過省港盃、漢城奧運足球預賽、滬港盃、亞洲盃外圍賽、世界盃外圍賽等賽事。
他亦曾入選香港聯賽選手隊，參加過1991年的賀歲盃足球賽，協助球隊擊敗英格蘭勁旅阿士東維拉，奪得冠軍。

## 足球評述員
劉棟平於結束球員生涯後，旋即加入香港有線電視，擔任足球評述員，與賴汝正、馬啟仁、吳漢傑等，同為有線電視體育台開國功臣。近年，劉棟平亦曾任廣東電視台足球評述員。

## 個人生活
劉棟平2002年年中，與任職銀行的妻子離婚，兩名女兒撫養權均歸前妻所有。

## 菲傭強姦案
劉棟平被指於2002年在杏花邨家中多次強姦菲傭，罪名成立最初被判入獄六年，及後重審，法官因劉棟平曾代表香港足球代表隊，有一定功勞，減刑為五年。
劉棟平其後再提出上訴，因涉案菲傭不願再回港作證，被判技術性得直，在囚23個月後，劉棟平終獲得釋放。

## 個人榮譽
香港足球明星選舉最佳11人 一次(1990-91季度)

## 外部連結
- 香港足球評述員協會 （页面存档备份，存于）